# Lotte
Lotte Corporation — один из крупнейших южнокорейских конгломератов (чеболей), основанный в 1967 году в Сеуле и объединяющий более 60 компаний различной направленности. В группу, в частности, входят Lotte Shopping Co (ритейл), Lotte Chemical (нефтехимия), Lotte Real Estate (девелопмент), Lotte Ice Cream и Lotte Confectionery (производство продуктов питания), Lotte Hotels & Resorts (сеть отелей), Lotte Chilsung (напитки, в том числе Милкис).
Общий оборот группы в 2016 году — 76,3 млрд долл.
В компаниях Lotte работает около 60 тысяч человек.

## История
Основатель компании, Син Гёк Хо, приехал в Японию из Кореи для учёбы; завершив образование в 1946 году он взял себе японское имя Такое Сигумицу и основал компанию по производству мыла и косметики. В 1948 году им была основана ещё одна компания, Lotte, Co., начавшая производство жевательной резинки. Название компании восходит к имени главной героини романа Гёте «Страдания юного Вертера» Шарлотты. В 1960-х годах ассортимент продукции пополнился печеньем, карамелью и шоколадом. Компания достигла значительной доли на рынке благодаря широкому применению рекламы, включая спонсорство телевизионных программ, спортивных команд и конкурсов красоты. Первая фабрика Lotte открылась в Корее в 1958 году, но полноценную деятельность компания в этой стране смогла начать только после восстановления дипломатических отношений между Японией и Южной Кореей в 1965 году. В 1967 году в Южной Корее была создана дочерняя компания Lotte Confectionery. Вскоре из-за напряжённых отношений с корейскими властями, в частности, с Пак Чонхи, Lotte Confectionery пришлось сделать формально независимой от японской компании.
В 1970-х годах Lotte начала расширять деятельность в новые направления, были созданы дочерние компании в сферах розничной торговли (Lotte Shopping), отельного бизнеса (Lotte Hotels, включая крупнейший отель Сеула Hotel Lotte Seoul, открытый в 1979 году), ресторанного бизнеса (сеть кофеен Angel-in-us и рестораны быстрого питания Lotteria). В 1982 году была основана дочерняя компания Mutter Rosa, развившаяся сеть пекарен в Корее. В 1989 году компанией был открыт крупнейший в мире крытый парк развлечений Lotte World.
Международная экспансия Lotte началась с открытия в 1978 году филиала в США, в 1989 году компания начала деятельность в Таиланде, в 1993 году — в Индонезии, в 1994 году было создано совместное предприятие в КНР. В 1995 году был создан филиал на Филиппинах, а в 1996 году — во Вьетнаме.
В апреле 2017 года был открыт Lotte World Tower, самый высокий небоскрёб Республики Корея (555 м).
В 2017 году компания Lotte решила предоставить министерству обороны Кореи участок земли одного из своих гольф-клубов в уезде Сончжу в провинции Северная Кенсан в обмен на аналогичный участок в провинции Кенги, который сейчас принадлежит министерству обороны. На предоставленном участке министерство обороны планирует разместить американские системы ПРО THAAD. Размещение вызвало массовые митинги в самой Корее, а также недовольство стран региона — России, Китая, КНДР, заявивших что они примут ответные меры. В результате этого решения Китай ввёл экономические санкции против ряда южно-корейских компаний, а также призвал бойкотировать продукцию Lotte, которой пришлось покинуть китайский рынок.
Син Дон Бин, являвшийся CEO компании Lotte Group, оказался фигурантом крупного южнокорейского политического скандала 2016 года, в результате которого своего поста лишилась президент Республики Корея Пак Кын Хе. В феврале 2018 года Син Дон Бин был признан виновным в передаче взяток, получил срок заключения 30 месяцев и тогда же ушёл с поста главы Lotte Group. Позже в том же году он был освобождён и вновь возглавил группу.

## Деятельность
Lotte Group представляет собой крупный южнокорейский конгломерат, компании группы действуют в различных отраслях экономики, в том числе: производстве пищевых продуктов, розничной торговле, туризме, нефтехимии и строительстве, а также финансовом секторе. Филиалы корпорации открыты в США, России и большинстве стран Азиатско-Тихоокеанского региона: Японии, Китае, Южной Корее, Вьетнаме, Индии и Филиппинах.
В финансовом секторе Lotte занимается выпуском кредитных карт, другими финансовыми услугами и страхованием. Финансовые структуры Lotte Card, Lotte Capital и Lotte Insurance оказывают полный цикл финансовых услуг физическим и юридическим лицам. Сервисные компании Lotte Data Communication и Lotte Data Center обеспечивают IT-сопровождение и техническую поддержку.
Lotte управляет сетями торговых центров, гипер- и супермаркетов, кинотеатров, круглосуточных и Интернет-магазинов (универмаги Lotte Department Store, супермаркеты Lotte Super, гипермаркеты Lotte Mart, мини-маркеты 7-Eleven, магазины одежды UNIQLO), ресторанов быстрого питания.
Lotte Group также занимается и Интернет-торговлей с помощью виртуального торгового центра Lotte.com (по оценкам — около 11 миллионов покупателей) и «магазина на диване» Lotte Home Shopping (покупки при помощи телефонов, кабельного телевидения, по каталогам и через Интернет).
Портфель строительных объектов Lotte также включает крупный крытый парк отдыха Lotte World, мюзик-холл Lotte Theater в Сеуле, курорты Lotte Jeju Resort, Lotte Buyeo Resort, Lotte Sokcho Resort; бутики беспошлинной торговли Lotte Duty Free.
Lotte Chemical Corporation является одним из крупнейших в Корее производителей полиэтилена и полипропилена. Выручка корпорации за 2021 год составила 18,12 трлн южнокорейских вон (15,3 млрд $), чистая прибыль — 1,426 трлн вон (1,20 млрд $). Группе принадлежит 55 % акций Lotte Chemical Corporation, остальные акции котируются на Корейской фондовой бирже (KRX: 011170). Химические предприятия, кроме Южной Кореи, имеются в США, КНР, Мексике, Турции, Венгрии, Пакистане, Индонезии, Малайзии, Индии и Вьетнаме.
В России Lotte Group представлена дочерней компанией Lotte Rus с 1997 года. В 2007 году на Новинском бульваре был открыт торгово-офисный комплекс Lotte Plaza, построенный компанией. В Калужской области расположена фабрика по производству снэков, напитков и сладостей.
В период 2015—2017 годов Lotte Group планировала инвестировать в Россию около 500 млн $, в том числе в строительство отелей в Санкт-Петербурге (открылся в 2017 году) и в Самаре (открылся в 2018 году). О планах развития компании заявил председатель правления Lotte Group Син Дон Бин.
АО «Рахат», казахстанская кондитерская компания, и LOTTE Confectionery, кондитерская компания Южной Кореи, официально объявили о том, что LOTTE Confectionery заключила договор о приобретении примерно 76 % находящихся в обращении акций АО «Рахат». В 2019 году LOTTE Confectionery, приобретя находящиеся в обращении акции АО «Рахат», увеличила свою долю до 95,5656 %. В апреле 2021 года решением совета директоров АО «Рахат» компания переименована в АО «ЛОТТЕ Рахат».